# Bolesław Zieliński
Bolesław Marian Zieliński (ur. 2 lutego 1877 w Szczawnem, zm. 25 grudnia 1960 w Ząbkowicach Śląskich) – doktor praw, dziennikarz, publicysta, pisarz.

## Życiorys
Bolesław Marian Zieliński urodził się 2 lutego 1877 w Szczawnem k. Sanoka, w rodzinie Władysława i Zofii z Csatów.
W 1900 ukończył studia na Wydziale Prawa Uniwersytetu Lwowskiego. Po ukończeniu studiów wyjechał do Stanów Zjednoczonych. Tam związał się z tamtejszą prasą polonijną - chicagowskim „Dziennikiem Związkowym” oraz pismem „Rekord” w Detroit. Podczas I wojny światowej od 1917 do 1918 był inspektorem rekrutacyjnym Armii Polskiej w Stanach Zjednoczonych. Był dwukrotnie żonaty. Pierwszą jego żoną była Zofia Bilikowska, którą poślubił w 1901 r. we Lwowie. Mieli syna dr. Zbyszko Sas-Zielińskiego (ur. 1902 r. w Brzeżanach - zm. w 1968 r. w Gliwicach). W 1917 r. W Stanach Zjednoczonych poślubił Leokadię Szczytkowską z którą miał syna i dwie córki. 
Z armią Hallera w stopniu kapitana przemierzył szlak bojowy z Francji do Polski. Po odzyskaniu niepodległości pozostał w kraju. W 1920 na krótko objął stanowisko burmistrza Torunia. Od 1923 sprawował stanowisko prezydenta Łucka. Zorganizował pierwszą w dziejach Wołynia, stałą zawodową scenę polską - Teatr Miejski im. Juliusza Słowackiego w Łucku (otwarcie 15 listopada 1925). Był członkiem Zarządu „Sokoła” w Łucku. Wydał dwie cenne publikacje: Łuck w świetle cyfr i faktów (1926) oraz album Łuck w obrazach (1926). Po przewrocie majowym 1926 został usunięty z funkcji prezydenta Łucka pod pretekstem przyjęcia „dwutysięcznego nieoprocentowanego depozytu”. Opuścił miasto i osiadł we Lwowie. Prezydent RP Ignacy Mościcki zarządzeniem z 22 października 1926 pozbawił go przyznanego we wrześniu Złotego Krzyża Zasługi.
W 1939 zamieszkiwał w Rzęsnej Polskiej.
Był redaktorem wzgl. współredaktorem „Przeglądu” we Lwowie (1898–1899), „Dziennika Związkowego” w Chicago (1904), „Rekordu” w Detroit (1919–1920), „Kurjera Lwowskiego” (1928–1930).
Po II wojnie światowej razem z żoną i córkami zamieszkał w Ząbkowicach Śląskich, gdzie pracował jako nauczyciel w liceum, a w 1946 był krótko kierownikiem literackim i reżyserem w miejscowym teatrze. Od 1947 kierował w tym mieście publiczną biblioteką. W 1949 został zatrzymany przez UB i przez kilka miesięcy przetrzymywany w areszcie.
Zmarł 25 grudnia 1960 w Ząbkowicach Śląskich i tu został pochowany. W listopadzie 2004 został ekshumowany i przeniesiony na Cmentarz Osobowicki we Wrocławiu (pole 141, rząd 7 od pola 92, grób 257).

## Twórczość[1]
- Między miłością a zbrodnią (1931)
- Orli szpon (1932)
- Wodna lilia (1933)
- Ostatni wigwam (1939)